# Kalkant
Kalkant (z latinského calcare – šlapat) je člověk obsluhující měchy, které vhánějí vzduch do varhan, a to zpravidla šlapáním na příslušné páky. Pro tuto činnost, kterou dnes většinou zajišťuje ventilátor poháněný elektrickým motorem, někdy bývala v kostele vyhrazena zvláštní místnost zvaná kalkovna. Když se mělo začít hrát, byl dán kalkantovi povel ke šlapání pomocí zvonečku nazývaného kalkantník.